# Monisk
I matematiken kallas ett nollskilt polynom moniskt, om dess högstagradskoefficient är 1 (ett). Exempelvis är de reella polynomen x3 + 5x - 4 och 3x4 + x7 - 5x6 - 2x + π moniska, medan däremot -x2 + 3x och x + 5x2 + 1 inte är det. (Nollpolynomet räknas inte som moniskt, eftersom det saknar högstagradsterm.)
Normalt används termen monisk endast om polynom i en enda variabel. Ett polynom i flera variabler kan uppfattas som polynom i en variabel på flera olika sätt, och först när man har bestämt sig för hur man gör detta, blir det meningsfullt att avgöra om polynomet är moniskt eller inte. Exempelvis är det reella polynomet
{\displaystyle p(x,y)=2xy^{2}+x^{2}-y^{2}+3x+5y-8}
moniskt om man uppfattar det som ett element i R[y][x], alltså som ett polynom i variabeln x och med koefficienter som är polynom i y:
{\displaystyle p(x,y)=1\cdot x^{2}+(2y^{2}+3)\cdot x+(-y^{2}+5y-8)};
men p(x,y) är inte moniskt som element i  R[x][y], eftersom högstagradskoefficienten (alltså y2-koefficienten) då är  2x - 1.
Produkten av två moniska polynom är alltid monisk. I övrigt beror egenskaperna hos moniska polynom och motsvarande moniska polynomekvationer på för vilket koefficientområde polynomet är definierat. Om koefficientområdet är en kropp k, så har varje nollskilt polynom i variabeln x precis ett moniskt associerat polynom, som man får genom att "dividera bort" högstagradskoefficienten. Varje polynomekvation i en variabel  över kroppen kan på motsvarande sätt ersättas med en ekvivalent monisk ekvation. Exempelvis kan den allmänna reella andragradsekvationen
{\displaystyle ax^{2}+bx+c=0}
ersättas av
{\displaystyle x^{2}+px+q=0},
genom att man sätter  p = b/a  och  q = c/a. Således är ekvationen {\displaystyle 2x^{2}+3x+1=0} ekvivalent med {\displaystyle x^{2}+1{,}5x+0{,}5=0}.
Om däremot koefficientområdet inte är en kropp, blir skillnaderna väsentligare. Exempelvis kan en monisk polynomekvation med heltal som koefficienter inte ha andra rationella lösningar än heltalslösningar. Således skulle ekvationen
{\displaystyle 2x^{2}+3x+1=0}
kunna ha någon rationell rot som inte är ett heltal (och det har den, bland annat -1/2); medan ekvationerna
{\displaystyle x^{2}+5x+6=0}
och
{\displaystyle x^{2}+7x+8=0}
bara kan ha heltalslösningar eller irrationella lösningar.
Lösningarna till moniska ekvationer över ett integritetsområde har stor betydelse i teorin för hela höljen.